# Clearwater (Carolina del Sud)
Clearwater és una concentració de població designada pel cens dels Estats Units a l'estat de Carolina del Sud. Segons el cens del 2000 tenia 4.199 habitants.

## Demografia
Segons el cens del 2000, Clearwater tenia 4.199 habitants, 1.717 habitatges i 1.174 famílies. La densitat de població era de 379,7 habitants/km².
Dels 1.717 habitatges en un 29,9% hi vivien nens de menys de 18 anys, en un 48,7% hi vivien parelles casades, en un 15,6% dones solteres, i en un 31,6% no eren unitats familiars. En el 26,7% dels habitatges hi vivien persones soles el 9,6% de les quals corresponia a persones de 65 anys o més que vivien soles. El nombre mitjà de persones vivint en cada habitatge era de 2,44 i el nombre mitjà de persones que vivien en cada família era de 2,94.
Per edats la població es repartia de la següent manera: un 24,8% tenia menys de 18 anys, un 8,8% entre 18 i 24, un 29,8% entre 25 i 44, un 23,2% de 45 a 60 i un 13,3% 65 anys o més.
L'edat mediana era de 36 anys. Per cada 100 dones de 18 o més anys hi havia 91,2 homes.
La renda mediana per habitatge era de 30.693 $ i la renda mediana per família de 36.528 $. Els homes tenien una renda mediana de 32.135 $ mentre que les dones 21.020 $. La renda per capita de la població era de 14.902 $. Entorn del 13,8% de les famílies i el 20,2% de la població estaven per davall del llindar de pobresa.

## Poblacions més properes
El següent diagrama mostra les poblacions més properes.